# Lupinus ruizensis
Lupinus ruizensis är en ärtväxtart som beskrevs av Charles Piper Smith. Lupinus ruizensis ingår i släktet lupiner, och familjen ärtväxter. Inga underarter finns listade i Catalogue of Life.